# Ernesto Tabujara
Ernesto Tabujara (... – 20 giugno 2014) è stato un ingegnere filippino.

## Biografia
Conseguì il dottorato di ricerca in ingegneria civile dall'Università dell'Illinois, Urbane-Champaign nel 1971.
Tabujara ha quattro figli, Gloria, Jocelyn, Ricardo e Ernesto Jr. e cinque nipoti.
Come primo cancelliere dellUPD, Tabujara ha avviato la separazione dell'ex College of Arts and Sciences in tre categorie: il College of Arts and Letters, il College of Science e il College of Social Sciences and Philosophy.
Svolse anche un ruolo nello sviluppo del codice strutturale nazionale delle Filippine.